# 6G
6G, die sechste Generation des Mobilfunks, ist mit Stand Anfang 2025 ein zukünftiger Mobilfunkstandard, der den Nachfolger von 5G darstellen soll.
Ein Ziel der im Jahr 2017 begonnenen Forschung zu 6G ist es, Datentransferraten von bis zu 400 Gbit/s erreichen zu können. Weltweit forschen Mitarbeiter wissenschaftlicher Einrichtungen, darunter das Fraunhofer-Institut für Angewandte Festkörperphysik und das Fraunhofer-Institut für Nachrichtentechnik HHI, an technischen Umsetzungsmöglichkeiten. Die Signalverarbeitung beim Senden bei sehr hohen Geschwindigkeiten erfordert die Entwicklung spezieller Algorithmen.
In der Volksrepublik China wurde Anfang November 2019 durch das Ministerium für Wissenschaft und Technologie eine Arbeitsgruppe für Forschungs- und Entwicklungsarbeiten an 6G eingerichtet. Dieser Arbeitsgruppe gehören neben Regierungsvertretern Mitarbeiter führender Technologieunternehmen (u. a. Intel, Huawei, Samsung und Sony) an. 
Seit 2021 wird die 6G-Technologie aus dem Fonds für nationale wissenschaftlich-technische Großprojekte gefördert, und am 5. Januar 2022 wurde von den Laboratorien am purpurnen Berg (紫金山实验室, Purple Mountain Laboratories), einer von der Provinz Jiangsu und der Stadt Nanjing gemeinsam betriebenen Forschungseinrichtung, gemeldet, dass man in Zusammenarbeit mit China Mobile und der Fudan-Universität eine Datenübertragungsrate von 206,25 Gbit/s erreicht habe.
Im europäischen Projekt Hexa-X arbeiten 22 Unternehmen unter der Leitung von Nokia seit Januar 2021 an der Forschung und Entwicklung zu 6G.
Das 6G-Netz soll nach dem Willen des Bundesministerium für Bildung und Forschung ab circa 2030 in Deutschland die Nachfolge des 5G-Netzes antreten. Um dieses Ziel zu erreichen, wurde im Frühjahr 2021 durch das Bundesforschungsministerium eine Forschungsinitiative gestartet, bei der bis zum Jahr 2025 insgesamt 700 Millionen Euro Fördergelder für entsprechende Forschungsprojekte bereitgestellt werden.
Die Frequenzbänder für 6G sind noch nicht festgelegt. Das Institute of Electrical and Electronics Engineers stellt fest, dass Frequenzen von 100 GHz bis 3 THz vielversprechende Bänder für die nächste Generation von drahtlosen Kommunikationssystemen sind, da es hier große Bereiche ungenutzter Frequenzbereiche gibt.
Im April 2024 gab die Universität Stuttgart bekannt, dass eines ihrer Forscherteams in den Alpen nahe Innsbruck eine Breitbandfunkverbindung getestet hat, die Daten mit einer Geschwindigkeit von 25 GBit/s übertragen hat.